# Hard to Kill
Hard to Kill är en amerikansk actionfilm från 1990 i regi av Bruce Malmuth.

## Handling
Krimalpolisen Mason Storm i LAPD hamnar i problem med en korrumperad politiker. Efter att filmat politikern under ett suspekt möte blir han sedd och senare brutalt nerskjuten. Alla tror att han avlidit utom poliskollegan O'Malley som får reda på att Storm istället hamnat i koma. Han ber sjukhuspersonalen att hålla detta hemligt. Sjuksystern Andy Stewart tar på sig uppdraget i en stuga i bergen. Efter sju år innan Storm vaknar till liv, med stor hämndlystnad. Han återfår snabbt sina färdigheter i kampsport och ger sig efter sina "banemän". 

## Rollista i urval
| Steven Seagal       | – Mason Storm            |
| Kelly LeBrock       | – Andy Stewart           |
| William Sadler      | – Senator Vernon Trent   |
| Frederick Coffin    | – Lt. Kevin O'Malley     |
| Bonnie Burroughs    | – Felicia Storm          |
| Branscombe Richmond | – Detective Max Quentero |
| Dean Norris         | – Sergeant Goodhart      |